# وارطان چاپاریان
وارطان چاپاریان (ارمنی: Վարդան Չափարեան؛ زاده ۱۹۲۹) متخصص امور فنی فیلم‌های فارسی ارمنی‌تبار اهل ایران است. وی بین سال‌های ۱۹۵۳ تا ۱۹۷۱ میلادی (۱۳۳۲–۱۳۵۰) فعالیت می‌کرد.

## زندگی‌نامه
در سال ۱۹۲۹ میلادی (۱۳۰۸ خورشیدی) در تهران زاده شد از ۱۹۵۳ (۱۳۳۲) به «استودیو عصر طلایی» پیوست و در زمینه‌های مختلف فنی تا ۱۹۶۰ (۱۳۳۹) در این استودیو فعالیت کرد به عنوان متصدی برق ضبط صدا میکس و انتخاب‌کننده موسیقی برای فیلم‌ها کار کرده است پس از عصر طلایی با استودیوهای «کاروان فیلم» و «تل فیلم» نیز همکاری داشته است. نخستین فیلمی که چاپاریان به عنوان متصدی برق در عنوان بندی آن آمده دختر چوپان به کارگردانی معزالدیوان فکری است که در ۱۹۵۳ (۱۳۳۲) به نمایش درآمد. فرزند گمراه (امین امینی، ۱۳۳۴) و هفده روز به اعدام (هوشنگ کاووسی، ۱۳۳۵) دیگر فیلم‌هایی هستند که چاپاریان با همین مسوولیت در آن هل همکاری داشته است.
انجام امور صدای فیلم‌های مشهدی عباد (صمد صباحی، ۱۳۳۲)، میلیونر (امین امینی، ۱۳۳۳)، بازگشت به زندگی (عطاءالله زاهد، ۱۳۳۶)، مادموازل خاله (امین امینی، ۱۳۳۶)، آقای اسکناس (امین امینی، ۱۳۳۷) و میکس فیلم جنوب شهر ساخته (فرخ غفاری، ۱۳۳۷) از دیگر فعالیت‌های فنی چاپاریان است.
تدوین فیلم مبارزه با شیطان (۱۳۵۰/۱۹۷۱) و افکت‌گذاری این فیلم که توسط ژوزف واعظیان ساخته شد از آخرین کارهای چاپاریان محسوب می‌شود

## فیلم‌شناسی
| نام فیلم                          | سال  | افکت | امور فنی صدا | میکس | صدابردار | آهنگساز | تنظیم موسیقی | امور فنی | تدوین |
| --------------------------------- | ---- | ---- | ------------ | ---- | -------- | ------- | ------------ | -------- | ----- |
| مأمور ما در کراچی                 | ۱۳۵۲ | آری  | -            | -    | -        | -       | -            | -        | -     |
| پهلوان در قرن اتم                 | ۱۳۵۰ | آری  | -            | -    | -        | -       | -            | -        | -     |
| رنگین‌کمان                         | ۱۳۵۰ | آری  | -            | -    | -        | -       | -            | -        | -     |
| مبارزه با شیطان (راهی به سوی خدا) | ۱۳۵۰ | آری  | -            | -    | -        | -       | -            | -        | آری   |
| سه دیوانه                         | ۱۳۴۷ | آری  | -            | آری  | -        | -       | -            | -        | -     |
| عشق قارون                         | ۱۳۴۷ | آری  | -            | -    | -        | -       | -            | -        | -     |
| کلید بهشت                         | ۱۳۴۵ | آری  | -            | -    | -        | -       | -            | -        | -     |
| یک پارچه آقا                      | ۱۳۴۴ | آری  | -            | -    | -        | آری     | -            | -        | -     |
| شهر بزرگ                          | ۱۳۴۴ | -    | آری          | -    | آری      | آری     | آری          | -        | -     |
| عروس دریا                         | ۱۳۴۴ | -    | -            | آری  | آری      | -       | -            | -        | -     |
| شیرمرد                            | ۱۳۴۴ | آری  | -            | -    | -        | آری     | -            | -        | -     |
| من مادرم                          | ۱۳۴۴ | -    | -            | -    | -        | آری     | -            | -        | -     |
| زن و عروسک‌هایش                    | ۱۳۴۴ | -    | آری          | -    | -        | -       | -            | -        | -     |
| وسوسه                             | ۱۳۴۳ | آری  | -            | -    | -        | آری     | -            | -        | -     |
| لذت گناه                          | ۱۳۴۳ | -    | آری          | -    | -        | -       | -            | آری      | -     |
| جاده مرگ                          | ۱۳۴۲ | -    | -            | -    | -        | -       | -            | آری      | -     |
| زن دشمن خطرناکیست                 | ۱۳۴۱ | -    | -            | -    | آری      | -       | -            | -        | -     |
| گذشت                              | ۱۳۴۱ |      | -            | -    | آری      | -       | -            | -        | -     |
| نصیب و قسمت                       | ۱۳۴۱ | -    | -            | -    | آری      | -       | -            | -        | -     |
| آفت زندگی یا مرفین                | ۱۳۳۹ | -    | -            |      | آری      | آری     | -            | -        | -     |